# Гаятри-мантра
Га́ятри-ма́нтра (санскр. गायत्री मन्त्र, IAST: Gāyatrī Mantra) — ведийская мантра на ведийском санскрите, имеющая большую важность в индуизме. Мантра посвящена божеству Савитару и имеет стихотворный размер "Гаятри" (отсюда её название).
Состоит из двадцати четырёх слогов, взятых из гимна (шукты) «Ригведы» (3.62.10), авторство которого приписывается риши Вишвамитре. Чтение вслух или шёпотом мантры предваряется слогом ॐ «Ом» и формулой भूर्भुवः स्वः IAST: bhūr bhuvaḥ svaḥ, известной как "маха-вьяхрити" — великое изречение — «великая мистическая фраза». Это предписывается в «Тайттирия-араньяке» (2.11.1-8), где указано, что чтение священных писаний должно предваряться пением «Ом», тремя вьяхрити и Гаятри.
Поскольку в мантре упоминается Савитар (одно из имён Солнца), мантра по его имени называется также Савитри. Некоторые индуисты считают воплощением этой мантры богиню Гаятри. Гаятри-мантра прославляется в нескольких писаниях индуизма, включая такие как «Ману-смрити», «Хариванша» и «Бхагавадгита». Польза от воспевания мантры описывается как мудрость, постижение и просветление. Пение мантры является важной частью церемонии упанаяны (индуистский обряд инициации, получения мальчиком священного шнура) и долгое время было частью ежедневных брахманских ритуалов. Реформаторские движения в индуизме распространили разрешение практики повторения мантры на женщин и на все касты, и её употребление теперь широко распространено как в Индии, так и за её пределами.

## Текст
Деванагари: 

ॐ भूर्भुवः स्वः । 

तत् सवितुर्वरेण्यं । 

भर्गो देवस्य धीमहि । 

धियो यो नः प्रचोदयात् ॥
На IAST: 

oṃ bhūr bhuvaḥ svaḥ 

tat savitur vareṇ(i)yaṃ 

bhargo devasya dhīmahi 

dhiyo yo naḥ pracodayāt
Стихотворный размер гаятри требует трёх строк по восемь слогов каждая, но в сохранившихся текстах пишется лишь семь слогов в первой строке отрывка из Ригведы, поэтому для слова vareṇyaṃ восстанавливается чтение vareṇiyaṃ согласно закону Зиверса.
Буквальный пословный перевод Гаятри-мантры таков: 

ОМ! О, Земля, Небо, Сварга! 

(О) том Савитаровом наилучшем 

Сиянии Божественном, размыслим 

Мысли те наши (Он) (да) вдохновит!
Перевод Т. Я. Елизаренковой из «Ригведы», III.62.10: 

«Мы хотим встретить этот желанный 

Блеск бога Савитара, 

Который должен поощрять наши поэтические мысли!»
Перевод А. В. Парибка с сохранением размера:

ом, земь, воздух, высь

«Ярилы побудителя

сиянью бога славному

Да внемлем! Вдохновит он нас».
Буквальный перевод формулы маха-вьяхрити भूर्भुवः स्वः IAST: bhūr bhuvaḥ svaḥ звучит как «о, земля, воздух, небеса!», что есть первые три из семи высших миров в космологии индуизма — обращение, в звательном падеже, к Земле (Бху-локе, Бхуми, Земному миру), Небу (Бхувар-локе, Небесному/Астральному миру) и Высшему небу (Сварга-локе/Сварге, Божественному миру).

## Использование брахманами
Гаятри-мантра приписывается риши Вишвамитре из стиха 3.62.10 «Риг-веды», написанного ведийским стихотворным размером из 24 слогов, называемым Гаятри. Она адресуется к Богу как божественному жизнеподателю, символизируемому Савитром (солнцем), и чаще всего читается на восходе и закате Солнца.
Мантра часто ассоциируется с внешними ритуальными подношениями, но она может читаться (рецитироваться) про себя и без обрядности. Несколько писаний индуизма прославляют Гаятри-мантру. В «Ману-смрити» говорится, что «нет ничего выше „Савитри“» («Ману-смрити» II, 83). В «Харивамше» она называется «матерью Вед». В «Бхагавад-гите» Кришна говорит: «Гаятри среди метров стиха Я» (10.35).
Мантра играет важную роль в традиционной церемонии для молодых индусов, называемой упанаяна (посвящение, то есть получение священного шнура упавиты). С. Радхакришнан описывал передачу Гаятри-мантры как сущность церемонии упанаяны, которая иногда называется «Гаятри-дикша» (посвящение в Гаятри-мантру). Упанаяна отмечает начало изучения Вед, и мантра используется для направления мыслей в сторону обретения мудрости.
Частью ежедневного ритуала в традиционной практике брахманов является чтение Гаятри-мантры на рассвете каждое утро. Практики верят, что повторение мантры дарует мудрость и просветление через проявленное Солнце (Савитра), выражающее источник и вдохновение вселенной.

## В современном индуизме
В конце XIX века во время реформ в индуизме практика чтения Гаятри-мантры вышла за пределы кастовых и половых ограничений. В 1898 году Свами Вивекананда стал посвящать не-брахманов в церемонию упанаяны и Гаятри-мантру. Он обосновал это интерпретацией Вед и «Бхагавад-гиты», указав, что статус брахмана должен быть заслуженным, а не наследственным. Реформаторское движение, основанное Даянандой Сарасвати, в немалой степени способствовало распространению учения о том, что читать мантру разрешено не только мужчинам, но и женщинам, которые могут быть также научены и Ведам. В своих писаниях С. Радхакришнан поощрял обучение Гаятри-мантре мужчин и женщин всех каст.

## В массовой культуре
Гаятри-мантра используется в качестве заглавной песни в титульной заставке фантастического сериала «Звездный крейсер „Галактика“» (2003, 2004—2009 гг), а также как заключительная композиция мини-сериала «Звездный крейсер „Галактика“»: Хром и кровь" (2012 г.). Как заметил композитор вышеупомянутых телесериалов Бер Маккрири: «Я хотел музыку, которая возродит колыбель жизни: действительно древние звуки Старого Света. И нет ничего древнее, чем ударные и вокал». В 2016 году песня «Gayatri Mantra» вошла в альбом певицы Oonagh Märchen enden gut.

## Интерпретации
- Ранняя интерпретация филолога Уильяма Джонса:

«О, преклонимся перед истинным божественным солнцем, всевышним богом, освещающим всё, от кого всё исходит, к кому всё должно вернуться, кого мы призываем направлять наш разум в нашем продвижении к его святым стопам»
Оригинальный текст (англ.)"Let us adore the supremacy of that divine sun, the god-head who illuminates all, who recreates all, from whom all proceed, to whom all must return, whom we invoke to direct our understandings aright in our progress toward his holy seat."

- Интерпретация Брахмо-самадж:

«Мы медитируем на всепочитаемую силу и славу Того, Кто создал землю, нижний мир и небеса (то есть вселенную) и Кто направляет наш разум»
Оригинальный текст (англ.)"We meditate on the worshipable power and glory of Him who has created the earth, the nether world and the heavens (i.e. the universe), and who directs our understanding."

- Интерпретация Арья-самадж, основанного Сарасвати Даянандой:

«О, Всевышний, Дающий жизнь, Устранитель всей боли и страдания, Дарующий счастье, Создатель Вселенной! Ты высший, грехи разрушающий Свет. Мы медитируем на Тебя, чтобы Ты вдохновлял, просветлял и вёл наш ум в правильном направлении»
Оригинальный текст (англ.)"O God! Giver of life, Remover of all pain and sorrows, Bestower of happiness, the Creator of the Universe, Thou art most luminous, adorable and destroyer of sins. We meditate upon thee. May thou inspire, enlighten and guide our intellect in the right direction."

- Свободный перевод Свами Вивеканады:

«Мы медитируем на славу того Существования, которое создало эту вселенную; да просветит Оно наши умы»
Оригинальный текст (англ.)"We meditate on the glory of that Being who has produced this universe; may He enlighten our minds."

- Интерпретация С. Радхакришнана:

«Мы медитируем на лучезарную славу божественного Света; да вдохновит он наш разум»
Оригинальный текст (англ.)"We meditate on the effulgent glory of the divine Light; may he inspire our understanding."

- Интерпретация Шри Чинмоя:

«Мы медитируем о трансцендентальной Славе Всевышнего Божества, которое пребывает в сердце земли, в жизни неба и в душе Небес. Да побуждает и просветляет Оно наши умы»
Оригинальный текст (англ.)«We meditate on the transcendental glory of the Deity Supreme, who is inside the heart of the earth, inside the life of the sky, and inside the soul of the heaven. May He stimulate and illumine our minds.»